# Allbo kontrakt
Allbo kontrakt var ett kontrakt i Växjö stift inom Svenska kyrkan i Kronobergs län. Kontraktets upplöstes 2012 och dess församlingar överfördes till Allbo-Sunnerbo kontrakt.
Kontraktskoden var 0602.

## Administrativ historik
Kontraktet bestod före 1962 av
- Skatelövs församling
- Västra Torsås församling
- Härlunda församling som 1962 överfördes till Kinnevalds och Norrvidinge kontrakt och återfördes hit 1995
- Virestads församling
- Moheda församling
- Örs församling som 1986 överfördes till Kinnevalds och Norrvidinge kontrakt
- Aneboda församling som 1 november 2008 överfördes till Kinnevalds kontrakt[1]
- Alvesta församling
- Lekaryds församling som 2010 uppgick i Alvesta församling
- Härlövs församling efter att 30 april 1924 överförts från Kinnevalds kontrakt och som 2010 uppgick i Alvesta församling
- Hjortsberga församling som 1957 uppgick i Hjortsberga med Kvenneberga församling som 2010 uppgick i Alvesta församling
- Kvenneberga församling(som 1957 uppgick i Hjortsberga med Kvenneberga församling som 2010 uppgick i Alvesta församling
- Slätthögs församling
- Mistelås församling
- Vislanda församling
- Blädinge församling
- Stenbrohults församling
- Älmhults församling från 1905

1962 tillkom från Kinnevalds och Norrvidinge kontrakt
- Asa församling som 1 november 2008 överfördes till Kinnevalds kontrakt
- Bergs församling som 1 november 2008 överfördes till Kinnevalds kontrakt
- Ormesberga församling som 1986 överfördes till Kinnevalds och Norrvidinge kontrakt

## Kontraktsprostar
- Samuel Cronander 1779-
- Renner -1814
- Carl Magnus Agrell 1814-1840